# Lyddastrombus
Lyddastrombus är ett släkte av insekter. Lyddastrombus ingår i familjen Derbidae.
Kladogram enligt Catalogue of Life:
| Lyddastrombus | \| \| Lyddastrombus eloeidis \| \| \| \| \| \| Lyddastrombus hargreavesi \| \| \| \| |
|               | \| \| Lyddastrombus eloeidis \| \| \| \| \| \| Lyddastrombus hargreavesi \| \| \| \| |
|               | Lyddastrombus eloeidis                                                               |
|               |                                                                                      |
|               | Lyddastrombus hargreavesi                                                            |
|               |                                                                                      |